# Beslag (teknik)

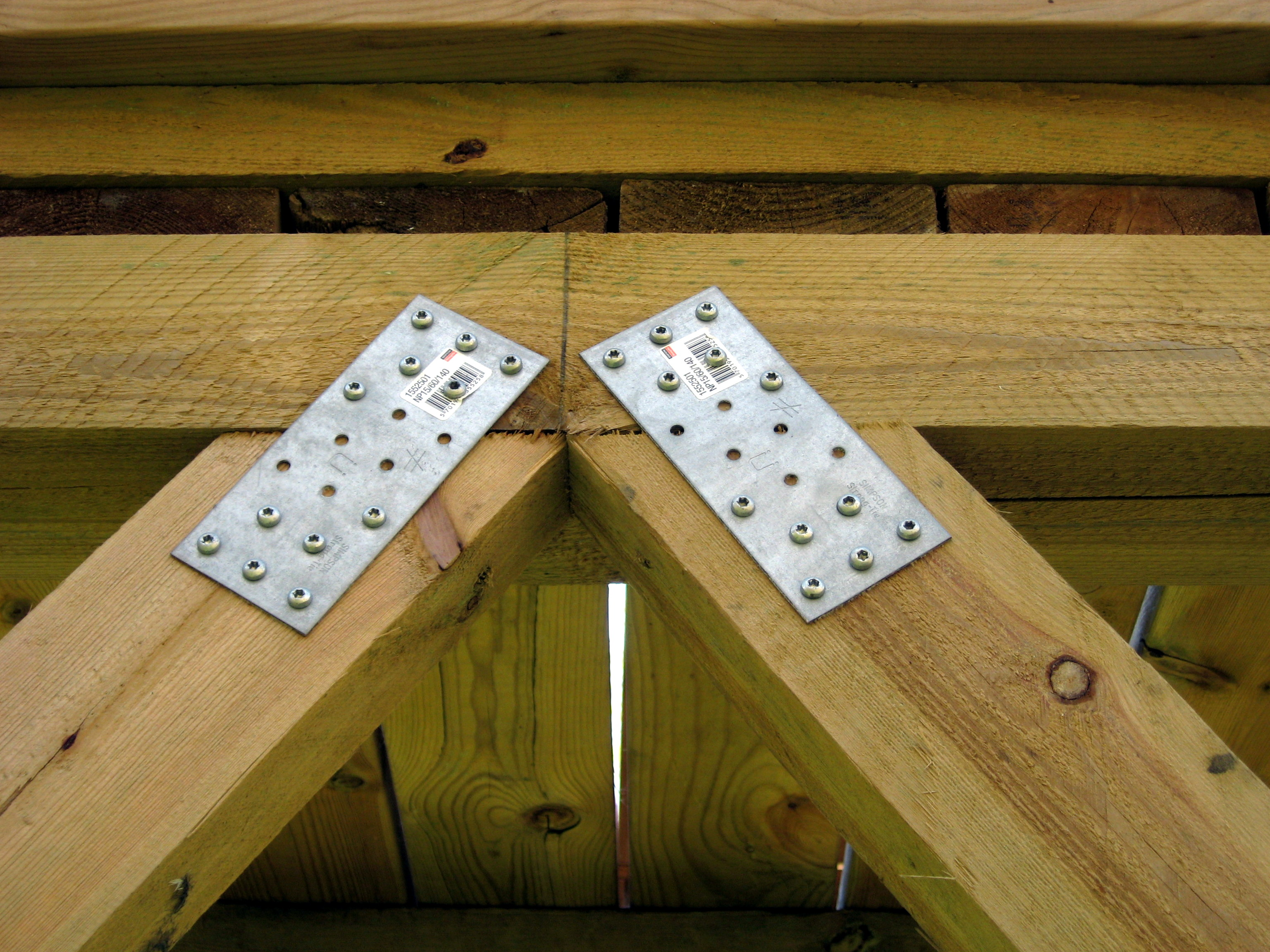
Exempel på beslag

Ett beslag är en separat detalj som anbringats på ett föremål som förstärkning (t ex vinkeljärn på ramar), skydd (t ex doppskor på käppar) eller för att ge en extra funktion till föremålet (t ex lås och gångjärn på dörrar eller dekorativa utsmyckningar), eller samtidigt för flera av dessa syften. Beslag är oftast i metall men kan i princip vara av vilket material som helst som får beslaget att tjäna sitt syfte.